# Позамасштабні умовні знаки
Позамасштабні умовні знаки застосовуються для зображення об'єктів, розміри яких не можна виразити у масштабі карти. Це геометричні фігури встановленого розміру чи спрощені рисунки, що передають лише загальний вигляд, а не розмір і площу.

## Особливості зображення
Необхідно мати на увазі, що дрібні місцеві предмети, наприклад, криниці, дерева, що стоять окремо, зображуються на всіх картах позамасштабними умовними знаками, більші об'єкти (населені пункти) зображаються залежно від масштабу карти контурними або позамасштабними знаками; наприклад, населені пункти у великому масштабі зображуються контурними умовними знаками з багатьма подробицями. Зі зменшенням масштабу карти ті самі пункти зображуються з меншими подробицями, більш узагальнено; на картах дрібних масштабів вони можуть бути показані лише колами або іншими невеликими фігурами, тобто позамасштабними умовними знаками. Величина позамасштабних умовних знаків залежить від масштабу топографічної карти. Чим крупніший масштаб — тим більші умовні знаки.

## Положення головної точки
Позамасштабний умовний знак включає цю якби головну точку, яка показує точне місцеположення даного об'єкта на карті, і своїм рисунком показує, що це за об'єкт.
Центрами є:
- центр фігури;
- центр основи;
- вершина кута;
- центр нижньої фігури.

| Умовні знаки | Умовні знаки | Умовні знаки | Назва умовних знаків                                                    | Місце головної точки умовного знака                                                        |
| 1            | 2            | 3            | Назва умовних знаків                                                    | Місце головної точки умовного знака                                                        |
| ------------ | ------------ | ------------ | ----------------------------------------------------------------------- | ------------------------------------------------------------------------------------------ |
|              |              |              | - 1. Пункт тріангуляції - 2. Водяний млин - 3. Завод, фабрика без труби | для знаків симетричної форми (трикутник, квадрат, прямокутник, коло) — центр фігури        |
|              |              |              | - 1. Пам'ятник - 2. Метеорологічна станція - 3. Торфорозробки           | для знаків з широкою основою (пам'ятник, окремий камінь) — центр основи                    |
|              |              |              | - 1. Окремо стоїть дерево - 2. Бензоколонка - 3. Дерев'яний вітряк      | для знаків з прямим кутом в основі (окреме дерево, вітряний двигун, тощо) — вершина кута   |
|              |              |              | - 1. Завод, фабрика з трубою - 2. криничний журавель - 3. Каплиця       | для знаків, що є поєднанням кількох фігур (метеорологічна станція) — центр нижньої фігури. |

## Приклади
Залежно від масштабу на топографічні карти наносять заводи, фабрики, електростанції, аеродроми, нафтові та газові вишки і свердловини, шахти, склади пального, газгольдери, бензоколонки та заправні станції, телевізійні башти, радіощогли, млини, вітряки, вітряні двигуни, капітальні споруди баштового типу (водонапірні, силосні башти), вишки легкого типу (спостережні, прожекторні), пам'ятники, культові будівлі тощо.
| Умовні знаки | Приклади                                                                      | Назва умовного знака                                                       |
| --- | ----------------------------------------------------------------------------- | -------------------------------------------------------------------------- |
| Труби (димарі) промислових підприємств Як правило, показують перпендикулярно до північної (південної) сторони рамки карти. Умовні знаки димарів, градирень висотою 50 м і більше супроводжують підписом їхньої висоти в метрах, а якщо таких об'єктів у населеному пункті багато, то вказується висота найвищих із них. |                                                                               |                                                                            |
| |                                                                               | Заводські и фабричні труби                                                 |
| Промислові підприємства та електростанції Показують позамасштабними умовними знаками, які при необхідності підписують. Електростанції, гідроелектростанції та електричні підстанції зображують відповідними умовними знаками будівель і споруд, що знаходяться на місцевості та супроводжують пояснювальними підписами (ГЕС, ТЕЦ, АЕС, ел.-ст.). |                                                                               |                                                                            |
| |                                                                               | Заводи, фабрики і млини з трубами:                                         |
| |                                                                               | Заводи, фабрики і млини без труб:                                          |
| |                                                                               | Електростанції                                                             |
| Нафтові та газові вишки Показують на картах відповідними умовними знаками, як правило, всі, а при їх великій кількості — з відбором, але обов'язково відображають крайні об'єкти в групах. |                                                                               |                                                                            |
| |                                                                               | Нафтові і газові вишки                                                     |
| Вітряки, вітряні двигуни, капітальні споруди баштового типу(водонапірні, силосні),вишки легкого типу (спостережні, прожекторні) Позначаються відповідними умовними знаками, при висоті 50 метрів і більше вказується висота в метрах. |                                                                               |                                                                            |
| |                                                                               | Капітальні споруди баштового типу                                          |
| |                                                                               | Вишки легкого типу                                                         |
| |                                                                               | Вітряні двигуни                                                            |
| |                                                                               | Вітряні млини                                                              |
| Геодезичні пункти Відображаються відповідними умовними знаками: пункти державної геодезичної мережі, пункти розрядних геодезичних мереж згущення та точки знімальної мережі, які закріплені на місцевості центрами, астрономічні пункти, марки та ґрунтові репери державної висотної мережі. |                                                                               |                                                                            |
| |                                                                               | Пункти державної геодезичної мережі                                        |
| |                                                                               | Пункти державної геодезичної мережі на курганах                            |
| Склади пального і газгольдери Наносять на карту з відображенням огорожі, а на оконтуреній площі наносять значки цистерн, баків (газгольдерів), будівель та інших споруд згідно з їх розміщенням на місцевості |                                                                               |                                                                            |
| |                                                                               | Склади пального і газгольдери                                              |
| Бензоколонки, трансформаторні будки і будинки лісників, водяні млини і лісопильні Об'єкти, що мають значення орієнтирів, супроводжуються відповідними підписами. Умовний знак заправних станцій і бензоколонок на картах відповідає положенню їх будівлі, в якій знаходиться розподільний пункт заправної станції. |                                                                               |                                                                            |
| |                                                                               | Бензоколонки і заправні станції                                            |
| |                                                                               | Будки трансформаторні                                                      |
| |                                                                               | Будинок лісника                                                            |
| |                                                                               | Водяні млини і лісопильні                                                  |
| Шахти і штольні При зображенні на картах поділяють на діючі та недіючі, їх позначення супроводжується відповідними підписами. Умовними знаками виходів (устів) шахтних стовбурів і штолень (діючих та недіючих) відображаються підприємства з видобутку корисних копалин закритим (шахтним) способом для позначення на картах входів у шахти та штольні. |                                                                               |                                                                            |
| |                                                                               | Шахти і штольні діючі                                                      |
| |                                                                               | Шахти і штольні недіючі                                                    |
| Аеропорти, аеродроми і майданчики для посадки літаків Межі позначають контуром, а всередині наносять умовний знак аеродрому (посадочного майданчика). Аеровокзали, ангари, майстерні та інші будівлі, що призначені для забезпечення зльоту і посадки літаків та інших літаючих апаратів, відображають відповідними умовними знаками будівель і споруд. |                                                                               |                                                                            |
| |                                                                               | Аеродроми і гідроаеродроми                                                 |
| Телевізійні башти, радіо – та радіорелейні вишки, метеорологічні станції, телефонна та телеграфна станція Зображення таких об'єктів супроводжується на картах підписами їх висоти у метрах, якщо вони мають висоту 50 м і більше. Радіорелейні вишки на карті підписують радіорел. При зображенні метеостанцій умовний знак станції відповідає середині майданчика з будками для приладів, а при значних розмірах метеостанції — в місці, де знаходиться флюгер. |                                                                               |                                                                            |
| |                                                                               | Радіостанції і телевізійні центри                                          |
| |                                                                               | Радіощогла і телевізійні щогли                                             |
| |                                                                               | Метеорологічні станції                                                     |
| |                                                                               | Телефонна чи телеграфна станція                                            |
| Ділянки торфорозробок і соляних розробок Ділянки торфорозробок і соляних розробок площею до 25 мм2в відображають одним знаком, а якщо площа велика, то межі освоєної території відображаються точковим контуром з позначенням умовними знаками усередині контуру. |                                                                               |                                                                            |
| | Торфозаготовки                                                                | Торфорозробки                                                              |
| |                                                                               | Соляні розробки відкриті                                                   |
| Культові споруди (церкви, костьоли, мечеті,) Викреслюється на місці, що відповідає розміщенню дзвіниці або найвищого купола і служить головною точкою для визначення координат та інших вимірів |                                                                               |                                                                            |
| |                                                                               | Церкви                                                                     |
| |                                                                               | Каплиця                                                                    |
| |                                                                               | Мазари, субургани та інші подібні їм споруди                               |
| |                                                                               | Буддійські монастирі, храми, пагоди                                        |
| |                                                                               | Мечеть                                                                     |
| Окремо розташовані визначні пам'ятники і монументи, братські могили. На карті відображаються всі, а з окремих могил, турів і кам'яних стовпів тільки ті, які мають значення орієнтирів |                                                                               |                                                                            |
| | Памятник основателю Харьковского императорского университета Василию Каразину | Пам'ятники, монументи, братські могили                                     |
| |                                                                               | Визначні пам'ятники та монументи                                           |
| Поодинокі дерева Позначаються лише ті, що мають значення орієнтирів, відображають відповідними умовним знаком з поділом на хвойні чи листяні |                                                                               |                                                                            |
| |                                                                               | Окремо стоячі дерева, які мають значення орієнтирів: 1) листяні; 2) хвойні |
| Окремі кущі та групи кущів Відображають однаковим умовним знаком, кружок якого відповідає місцеположенню куща або центру групи кущів на місцевості |                                                                               |                                                                            |
| |                                                                               | Окремі кущі                                                                |
| Ділянки рідколісся Знак рідкого лісу застосовується для зображення деревостоїв, у яких просвіти між кронами становлять 2—5 діаметрів крон (в залежності від породи дерев), в посушливих районах — до 7 діаметрів. Якщо відстань між кронами більша, то замість знака рідкого лісу застосовують умовний знак поодиноких дерев. |                                                                               |                                                                            |
| |                                                                               | Рідколісся                                                                 |
| Будови Позначаються відповідним умовним знаком. В залежності від масштабу позначається масштабними, або позамасштабними умовними знаками |                                                                               |                                                                            |
| | Замок барона (Київ)                                                           | Вогнестійкі будови                                                         |
| | Старий зруб в Паргасі, Фінляндія.                                             | Не вогнестійкі будови                                                      |
| | Тульчин — Будинок (зруйнований), в якому жив П. І. Пестель DSC 0924           | Зруйновані будівлі                                                         |
| Колодязі та інші джерела води. На топографічних картах, які складають на посушливі та безводні райони, відображають, як правило, всі колодязі й джерела води. Біля позначки колодязів, які не мають власних назв, наносять підпис К або арт.к. Особливим умовним знаком виділяють на картах головні колодязі, які достатньо швидко наповнюються, мають добру якість води, розташовані на перехресті доріг, або мають важливе значення як орієнтири. Хвилясту лінію природних джерел в умовних знаках необхідно показувати відповідно до напряму їхнього стоку на місцевості. Поруч із зображенням джерел, які знаходяться за населеними пунктами, підписують позначки поверхні землі. |                                                                               |                                                                            |
| |                                                                               | Криниця                                                                    |
| |                                                                               | Криничний журавель                                                         |
| |                                                                               | Джерело                                                                    |